# Dionísio de Antioquia
Dionísio de Antioquia (em latim: Dionysius) foi um sofista e epistológrafo cristão bizantino do final do século V ou começo do século VI que esteve ativo na Síria. Nativo de Antioquia, lecionou sofismo na cidade e dedicou parte de seu tempo para composição de panegíricos. Foi autor de várias cartas que sobreviveram (Rudolf Hercher, Epistolographi graeci, 1873, pp. 260-274). Em algumas delas faz menção a seus pupilos, bem como menciona sua saúde debilitada.